# Blunts
Blunts – osada w Anglii, w Kornwalii. Leży 93 km na północny wschód od miasta Penzance i 318 km na zachód od Londynu.